# 디테마 차 디노코
디테마 차 디노코(소토어: Ditema tsa Dinoko "디테마 음절문자") 또는 디테마 차 세소토(소토어: Ditema tsa Sesotho "소토 음절문자")는 신투(siNtu) 또는 남부 반투어(예: 소토어, 츠와나어, 줄루어, 코사어, 스와티어, SiPhuthi, 총가어, EMakhuwa, ChiNgoni, SiLozi, 쇼나어 및 벤다어)에서 쓰이는 인공 문자이자 자질 음절문자이다. 코사어 명칭인 이시베케 소흘람부(코사어: isiBheqe soHlamvu) 등 다른 언어의 다양한 다른 이름으로도 알려져 있다. 이는 남아프리카 지역의 선행 표의 문자 전통을 바탕으로 2010년대에 개발되었다.

## 같이 보기
- 줄루어
- 고대 라틴어
- 자질문자
- 음절문자